# Una moglie ideale
Una moglie ideale (The Lady Consents) è un film del 1936, diretto da Stephen Roberts.

## Trama
Un uomo sposato si perde dietro una giovane tennista arrivando a chiedere il divorzio dalla moglie ancora innamorata di lui e che accetta la situazione proprio in virtù di questo sentimento. Nonostante ciò, marito e moglie alla fine tornano insieme a causa del carattere e dei difetti della nuova moglie: difetti che finiscono ben presto per far rimpiangere all'uomo la sua vecchia compagna.

## Produzione
Il soggetto del film, prodotto dalla RKO Radio Pictures, si basa su una storia scritta da P. J. Wolfson dal titolo The Indestructible Mrs. Talbot. Le riprese durarono dal 26 novembre a metà dicembre 1935 e la RKO prese in prestito due dei protagonisti, Herbert Marshall e Margaret Lindsay, uno dalla Paramount, la seconda dalla Warner Bros..

## Distribuzione
Il copyright del film, richiesto dalla RKO Radio Pictures, Inc., fu registrato il 7 febbraio 1936 con il numero LP6206.
All'uscita del film, la RKO ricevette una marea di lettere di protesta da parte dei sindacati dei lavoratori del vetro a causa dell'innovazione presentata nel film, con le lattine di birra che andavano a sostituire le bottiglie di vetro.